# Gimme the Prize (Kurgan's Theme)
Pour les articles homonymes, voir Gimme.
Gimme the Prize est une chanson de Queen écrite par Brian May en 1986.
Cette chanson figure sur la bande originale du film Highlander, dont certains passages sont présents dans la chanson « I have something to say: It's better to burn out than to fade away » ou encore « There can be only one », dialogues interprétés par les acteurs du film Clancy Brown (The Kurgan) et Christophe Lambert (Connor MacLeod) respectivement. Le réalisateur Russell Mulcahy explique dans le DVD que c'est la chanson qu'il aime le moins du groupe pour le film car il n'aime pas le heavy metal. Brian May a dit aussi (à un magazine japonais en 1986[réf. incomplète]) que Mercury et Deacon détestaient cette chanson.